# Poort van Hadrianus
De Poort van Hadrianus (ook wel Boog van Hadrianus) in Athene is een monumentale poort van pentelisch marmer die ca. 132 werd opgericht. Hij vormde de doorgang van het oude Athene naar het nieuwe Athene dat de Romeinse keizer Hadrianus had laten bouwen. De poort heeft twee identieke façades, maar verschillende inscripties in Griekse letters. Aan de noordwestkant, in de richting van de Akropolis, staat: ‘Dit is Athene, de oude stad van Theseus’. Aan de zuidoostkant, in de richting van de Tempel van de Olympische Zeus, staat: ‘Dit is de stad van Hadrianus en niet van Theseus’.
De poort overspande een al bestaande weg die van de oude stad naar het zuidwestelijke deel van de stad liep. Hij maakte geen deel uit van een stadsmuur. Meestal wordt aangenomen dat hij de functie had om de scheiding aan te geven tussen de oude stad en het nieuwe stadsdeel dat Hadrianus had gebouwd, maar er wordt ook wel gedacht dat de bewoners van Athene Hadrianus voor zijn bouwactiviteiten met de boog wilden eren als de nieuwe stichter van hun stad.
De boog is 18 m hoog, 12,5 m breed en 2,30 m dik. Aan weerskanten van de doorgang was de boog versierd met Korinthische zuilen, waarvan nu alleen nog de bases en het bovendeel te zien zijn. Boven op de boog staat een colonnade van vier zuilen die tussen de twee middelste zuilen bekroond wordt door een fronton.

## Referentie
- Stuart Rossiter, Blue Guide, Greece, 4th Edition, London and Tonbridge 1981, blz. 67